# Feldpredigerstein
Der Feldpredigerstein (auch Pfaffenstein genannt) ist ein Menhir bei Welfesholz, einem Ortsteil von Gerbstedt im Landkreis Mansfeld-Südharz in Sachsen-Anhalt.

## Lage und Beschreibung
Der Stein steht heute auf halber Strecke zwischen Hettstedt und Gerbstedt, unmittelbar an der Landstraße 158, etwa 1100 m östlich der Kreuzung mit der Landstraße 72 nach Welfesholz und Sandersleben (Anhalt). Ursprünglich stand er weiter im Feld. Bei seiner Umsetzung wurde ein Skelett entdeckt. In der näheren Umgebung gibt es zwei weitere Menhire: 2,1 km südöstlich steht der Menhir von Gerbstedt, 2,5 km westnordwestlich der verworrene Stein.
Der Menhir besteht aus Braunkohlenquarzit von weißlichgrauer Farbe. Seine Höhe beträgt 145 cm, die Breite 55 cm und die Tiefe 50 cm. Er ist säulenförmig und verjüngt sich nach oben. Die Rückseite weist eine Abplatzung auf. Weiterhin besitzt der Menhir im oberen Bereich mehrere Löcher, in die vielleicht Nägel geschlagen worden waren.
Funde aus der Umgebung des Steins stammen aus der Bandkeramik, der Rössener Kultur, der Schnurkeramikkultur, der Eisenzeit und aus dem Mittelalter.

## Der Menhir in regionalen Sagen
Nach einer Sage sollen sich an diesem Stein zwei Mädchen mit Sicheln gegenseitig enthauptet haben.